# Hobro
Hobro è un centro abitato della Danimarca situato nel comune di Mariagerfjord, nella regione dello Jutland Settentrionale.

## Geografia
La cittadina, capoluogo del comune si trova nella parte terminale del Fiordo di Mariager in un'area collinare.

## Storia
Fino alla riforma amministrativa del 2007 Hobro era capoluogo dell'omonimo comune.

## Monumenti e luoghi di interesse
Poco distante si trova la fortezza vichinga di Fyrkat che insieme ad altre fortificazioni fa parte del patrimonio dell'umanità dell'UNESCO.